# فرودگاه اورنج‌ویل/لورل
فرودگاه اورنج‌ویل/لورل (به انگلیسی: Orangeville/Laurel Aerodrome) یک فرودگاه خصوصی است که یک باند فرود چمن دارد و طول باند آن ۵۸۵ متر است. این فرودگاه در کشور کانادا قرار دارد و در ارتفاع ۴۹۴ متری از سطح دریا واقع شده است.